# Гонка вооружений в области искусственного интеллекта

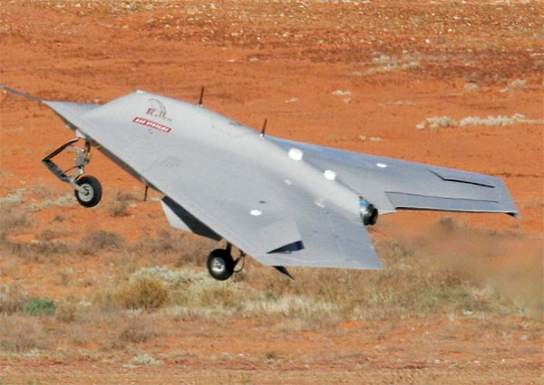
Автономный боевой дрон Corax

Гонка вооружений в области искусственного интеллекта — гонка вооружений в области автономных боевых систем. Отмечается с середины 2010-х годов, в основном, между великими державами..

## Терминология
В широком смысле любое соревнование в области искусственного интеллекта (ИИ) рассматривается как «гонка вооружений». Соревнование в военных применениях ИИ обычно пересекается со стремлением к господству в других областях, как военных, так и гражданских.

## Ситуация по странам

### Великобритания
В 2015 году правительство Великобритании выступило против запрета на смертоносное автономное оружие, заявив, что «международное гуманитарное право уже предусматривает достаточное регулирование для этой области», но что всё оружие, используемое вооружёнными силами Великобритании, будет «под человеческим надзором и контролем».

### Израиль
Израильский противорадиолокационный дрон Harpy предназначен для запуска наземными войсками и автономного полёта над районом, с целью поиска и уничтожения радаров, соответствующих заранее определённым критериям. Также ожидается применение искусственного интеллекта в автономных наземных системах и роботизированных транспортных средствах, таких как Guardium MK III и более поздних версиях. Эти роботизированные машины используются для охраны границы.

### Китай
В области развития искусственного интеллекта Китай проводит стратегическую политику военно-гражданского слияния. По мнению китайского руководства, развитие технологий ИИ имеет решающее значение для будущего глобального военного и экономического превосходства. К 2030 году Китай планирует создание индустрии искусственного интеллекта стоимостью 150 млрд долларов. Пекин выделил 2 миллиарда долларов на создание парка развития искусственного интеллекта. По данным газеты Japan Times, ежегодные частные китайские инвестиции в ИИ составляют не менее 7 миллиардов долларов в год. В 2017 году китайцы получили почти в пять раз больше патентов на ИИ, чем американцы.

### Россия
Российский генерал Виктор Бондарев, главнокомандующий ВВС России, заявил, что ещё в феврале 2017 года Россия работала над ракетами с искусственным интеллектом, которые могут переключаться между целями в полёте. Военно-промышленный комитет России одобрил планы по обеспечению 30 % боевой мощи России за счёт роботизированных платформ с дистанционным управлением и искусственным интеллектом к 2030 году. В мае 2017 года генеральный директор российского оборонного подрядчика Kronstadt Group, заявил, что «уже существуют полностью автономные операционные системы ИИ, которые предоставляют средства для кластеров БПЛА, когда они выполняют задачи автономно, разделяя задачи между собой и взаимодействуя». Россия тестирует несколько автономных и полуавтономных боевых систем, таких как боевой модуль «нейросети» Калашникова с пулемётом, камерой и ИИ, которые, как утверждают её создатели, могут принимать собственные решения о наведении без вмешательства человека.
В сентябре 2017 года, обращаясь к более чем миллиону учащихся в 16000 российских школах в рамках Национального дня знаний, президент России Владимир Путин заявил: «Искусственный интеллект — это будущее не только для России, но и для всего человечества. Кто станет лидером в этой сфере, тот станет правителем мира». Путин также сказал, что было бы лучше не допустить, чтобы какой-либо отдельный субъект достиг монополии, но что если Россия станет лидером в области ИИ, они поделятся своими «технологиями с остальным миром, как мы делаем сейчас с атомными и ядерными технологиями».
Российское правительство категорически отвергает любой запрет на автономные системы оружия летального действия, предполагая, что такой запрет можно легко обойти.

### США

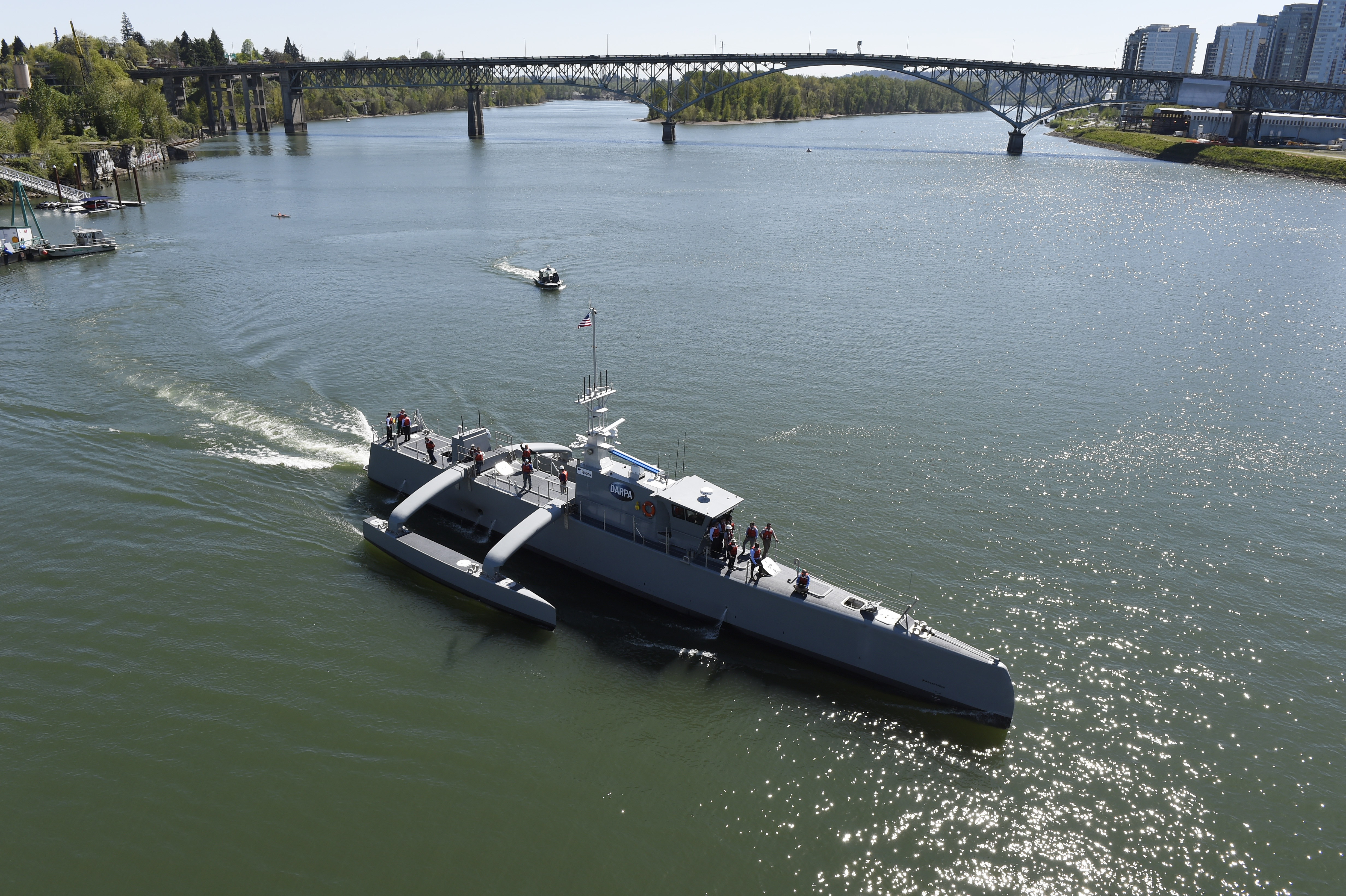
Автономный военный корабль США «Морской охотник», 2016 год

В 2014 году бывший министр обороны Чак Хейгел сформулировал «третью стратегию компенсации», согласно которой быстрое развитие искусственного интеллекта определит следующее поколение ведения войны. Согласно данным аналитической компании Govini, министерство обороны США увеличило инвестиции в искусственный интеллект, большие данные и облачные вычисления с 5,6 млрд долларов в 2011 году до 7,4 млрд долларов в 2016 году. В ноябре 2019 Комиссия по национальной безопасности США подтвердила, что ИИ имеет решающее значение для превосходства США в области военных технологий.
В качестве примера военного применения ИИ можно привести автономный военный корабль Sea Hunter, предназначенный для продолжительного автономного плавания без экипажа. С 2017 года временная директива Министерства обороны США требует, чтобы решение о летальном применения автономного оружия принимал оператор. Однако серьёзную озабоченность вызывает то, как эти требования будут соблюдаться.

## Предложения по международному регулированию
Регулирование автономного оружия является новым разделом международного права. Контроль за военным использованием ИИ потребует создания новых международных норм. В 2014 году специалист по искусственному интеллекту Стив Омохундро предупредил, что «автономная гонка вооружений уже происходит». В 2017 году более ста экспертов подписали открытое письмо с призывом к ООН заняться проблемой летального автономного оружия. Однако на ноябрьской 2017 г. сессии Конвенции ООН о конкретных видах обычного оружия (КНО) дипломаты не смогли договориться даже о том, как определять такое оружие. По состоянию на 2017 год двадцать две страны призвали к полному запрету летального автономного оружия.
|  | Это очень важный, ключевой момент, про который надо договариваться. Как только с одной стороны воюют роботы, а с другой — люди, люди проигрывают. Потому что для программистов, управляющих военными роботами за много тысяч километров от театра военных действий, это будет как компьютерная игра. На экране падают фигурки и горят города. Есть нажатие кнопки. Нет персонального риска. Нет персональной боли. Это хуже, чем атомная бомба.Ольга Ускова, 22 июня 2021 года |

Многие эксперты считают, что попытки полностью запретить автономное оружие не реалистичны. В отчёте Белфер-центра Гарварда за 2017 год говорится, что применение ИИ сравнимо по эффекту с ядерным оружием. В отчёте также утверждается, что «Предотвратить расширенное военное использование ИИ, вероятно, невозможно» и что «необходимо преследовать более скромную цель безопасного и эффективного управления технологиями», такую как запрет на подключение мертвеца к ядерному арсеналу. Сложность контроля заключается в том, что обнаружение нарушений договора будет чрезвычайно трудным.

## Другие мнения
В 2015 году десятки тысяч людей, включая таких учёных, как физик Стивен Хокинг, владелец фирмы Tesla Илон Маск и Стив Возняк из Apple подписали обращение, призывающее к запрету летальных автоматизированных систем оружия.
Многие эксперты предупреждают, что автономное оружие неизбежно попадёт в руки террористических группировок, таких как Исламское государство. 
|  | Пока вся конструкция держится на том, что создание качественного ИИ — это очень дорого. Поэтому рынки ИИ-террористов, придурков, криптомасонов развиваются очень медленно, у них нет денег и специалистов. Но с развитием и расцветом новой отрасли массово появятся те, кто будет хотеть использовать ИИ для попытки уничтожения человечества.Ольга Ускова, 22 июня 2021 года |

Американский специалист по ИИ Гэри Маркус считает:
|  | Нет никаких сомнений и в том, что вскоре искусственный интеллект найдёт применение в автономных системах вооружения, хотя у нас пока остаётся некоторая надежда на то, что такое оружие будет запрещено, подобно химическому или биологическому. |